# Georg Bellmann

Dr. Georg Bellmann

Georg Bellmann (* 13. Oktober 1891 in Somsdorf; † 15. Juli 1946 in Moskau) war ein deutscher Politiker der DVP, Funktionär der NSDAP, Wirtschaftsjurist und Rechtsberater.

## Leben und Wirken
Nach dem Besuch der Oberrealschule in Chemnitz und des Progymnasiums in Tharandt studierte Bellmann Rechts- und Staatswissenschaften an den Universitäten Leipzig und Erlangen. Seit Sommer 1913 war er Mitglied der Leipziger Universitäts-Sängerschaft zu St. Pauli (Deutsche Sängerschaft).
Von 1914 bis 1918 nahm Bellmann als Leutnant der Reserve mit dem 19. beziehungsweise dem 32. bayerischen Infanterie-Regiment am Ersten Weltkrieg teil. Wieder heimgekehrt schloss er sein Studium 1920 in Erlangen mit der Promotion zum Dr. rer. pol. ab. Von April 1920 bis 1921 war Bellmann als wissenschaftlicher Hilfsarbeiter in der Geschäftsführung des Verbandes von Arbeitgebern der Sächsischen Textilindustrie tätig, in dessen geschäftsführenden Vorstand er im November 1921 aufgenommen wurde.
Nach Kriegsende gehörte er dem Freikorps Epp an. Um 1919 trat Bellmann in die Deutsche Volkspartei (DVP) ein. Bei der Wahl vom September 1930 wurde Bellmann in den fünften Reichstag der Weimarer Republik gewählt. Nachdem „Intrigen, parteiinterne Hierarchien“ sowie die wirtschaftliche Situation Bellmann bereits zermürbt hatten, bewog die Auseinandersetzung um eine Mitte 1931 verabschiedete Notverordnung ihn schließlich dazu, sein Mandat im Juni 1931 niederzulegen. Dem Parteivorstand gegenüber begründete er seinen Schritt damit, dass er sich nicht länger in der Lage sehe „die letzten Entscheidungen [der] Reichsfraktion mitzutragen.“ Bellmanns Mandat wurde anschließend für den Rest der Legislaturperiode von seinem Parteikollegen Alfred Baum übernommen.
Bellmann trat zum 1. Mai 1933 in die NSDAP ein (Mitgliedsnummer 2.105.319). Mitte der 1930er Jahre wurde er mit dem Posten des Hauptgeschäftsführers der Industrie- und Handelskammer (IHK, auch als Wirtschaftskammer bezeichnet; ab 1942 Gauwirtschaftskammer) Sachsens betraut, den er bis zur Auflösung der Kammer im Jahr 1945 behielt. Im Zuge seiner Tätigkeit an der Spitze der sächsischen IHK wurde Bellmann dem Historiker Carsten Schreiber zufolge „Sachsens führender Verbandsfunktionär [und] Chef-Arisierer“. Aufgrund der engen Verzahnung der IHK mit der Schutzstaffel (SS) wurde Bellmann als Mitglied in diese Organisation aufgenommen, in der er den Rang eines Obersturmführers erreichte (SS-Nummer 314.995). In Personalunion war er zudem Mitarbeiter für „gewerbliche Wirtschaft“ beim SD-Leitabschnitt unter Karl Tschierschky.
Nach dem Einmarsch der Roten Armee in Sachsen wurde Bellmann in Dresden festgenommen und ins Lefortowo-Gefängnis gebracht. Am 10. Juni 1946 verurteilte ein Militärkollegium des Obersten Gerichts der UdSSR ihn nach Artikel 17, 58-11 und Ukaz 43 zum Tode. Nach Ablehnung seines Gnadengesuches wurde er am 15. Juli 1946 in Moskau gemeinsam mit Werner Schmiedel erschossen. Der Grund für Bellmanns Verurteilung ist wahrscheinlich im Zusammenhang mit der Verwendung von Zwangsarbeitern in seinem Zuständigkeitsgebiet zu sehen.

## Schriften
- Deutschland und das internationale Arbeitszeitübereinkommen von Washington, Dresden 1924.